# Eulophia explanata
Eulophia explanata är en orkidéart som beskrevs av John Lindley. Eulophia explanata ingår i släktet Eulophia och familjen orkidéer. Inga underarter finns listade i Catalogue of Life.